# Мехерин
Мехерин (на английски: Meherrin) е малко ирокезко говорещо северноамериканско индианско племе, тясно свързано езиково и социално с племената нотоуей и тускарора. През 1600 г. около 700 мехерин живеят около едноименната река на границата между Северна Каролина и Вирджиния.

## История
През 17 век в крайбрежната зона на Северна Каролина и Вирджиния живеят три отделни етнически групи, които говорят ирокезки езици. Най-голямата и добре известна от тези групи е тускарора. Останалите две групи, нотоуей и мехерин са малобройни и не добре известни. Поради по-късната колонизация на Каролина, тези народи влизат в контакт с европейците около 1700 г. Дотогава вече населението им е рязко намаляло вследствие на болести и войни, а културата им е претърпяла значителни промени. За живота им преди контакта с белите почти нищо не се знае, а малкото което е написано за тях от колонистите е твърде бегло и неясно. Известно е само, че всички са предимно земеделци, но се занимават и с лов и събирачество. Предполага се, че социалната им структура е подобна на ирокезката на север – групиране в майчини кланове от разширени семейства. За разлика от ирокезите обаче те не са организирани добре политически и вместо в дълги домове живеят в кръгли вигвами с островърхи покриви.
За пръв път името на мехерин се появява в историческите документи през 1650 г. като „махеринек“. Известно е само, че през 1675 г.приемат в редиците си бежанци от племето саскуеханок. Към 1706 г.са преместени в резерват при устието на река Мехерин, върху територия заемана по-рано от племето чоуанок. Мехерин са съюзници на тускарора във войната от 1711 – 1715 г. През 1761 г. все още живеят на устието на Мехерин, заедно с групи тускарора, сапони и мачапунга и имат общо 20 войни. Предполага се, че през 1802 – 1803 г. последните мехерин с някои тускарора отиват на север при ирокезите. Друго нищо не се знае за тях. През 19 и 20 век се съобщава за отделни общности, които все още живеят в Северна Каролина. През 1975 г. тези общности се реорганизират и през 1986 г.получават признаване от щата Северна Каролина. В началото на 21 век племето има над 900 записани членове.